# Comté de Menzies
Le Comté de Menzies est une zone d'administration locale au sud de l'Australie-Occidentale en Australie. Le comté est situé au nord de Kalgoorlie. 
Le centre administratif du comté est la ville de Menzies.
Le comté est divisé en un certain nombre de localités:
- Menzies
- Goongarrie
- Kookynie
- Ularring

Le comté a 7 conseillers locaux et est divisé en 3 circonscriptions
- Menzies Ward (3 conseillers)
- Kookynie Ward (3 conseillers)
- Ularring Ward (1 conseiller).